# Coppa Agostoni 1955
La Coppa Agostoni 1955, decima edizione della corsa, si svolse il 19 ottobre 1955 su un percorso di 201 km. La vittoria fu appannaggio dell'italiano Lino Pizzoferrato, che completò il percorso in 4h58'40", precedendo i connazionali Pierino Baffi e Giuliano Michelon.

## Ordine d'arrivo (Top 5)
| Pos. | Corridore         | Squadra       | Tempo    |
| ---- | ----------------- | ------------- | -------- |
| 1    | Lino Pizzoferrato | -             | 4h58'40" |
| 2    | Pierino Baffi     | Nivea-Fuchs   | s.t.     |
| 3    | Giuliano Michelon | Atala-Pirelli | s.t.     |
| 4    | Bruno Trombin     | -             | s.t.     |
| 5    | Gino Reggiani     | V.C. Reggi    | s.t.     |